# 中島博範
中島 博範（なかじま ひろのり、1945年〈昭和20年〉11月23日 - ）は、日本の政治家。安中市長（3期）、群馬県議会議員（1期）、安中市議会議員（2期）を務めた。

## 経歴
群馬県碓氷郡原市町（現・安中市）に生まれる。父・丑五郎は木材製造業から建設業を興した人物で、原市町議会議員、安中市議会議員、同議長などを務めた。
1964年日本大学第一高等学校卒業。1967年日本大学経済学部中退。1968年に関東建設工業株式会社に入社。1981年安中青年会議所副理事長。
1983年に安中市議会議員に当選し、2期務める。1991年の群馬県議会議員選挙に安中市選挙区から立候補し当選、1期務める。県議当選後に自由民主党に所属。
1995年の安中市長選挙に出馬し当選。2006年まで務めた。
市長として、松井田町との合併を成し遂げた。
2006年、合併後の新・安中市長選挙に出馬したものの、岡田義弘に僅差で敗れた。
碓氷上水道企業団企業長、安中松井田衛生施設組合管理者、安中市・松井田町合併協議会会長、安中市・松井田町任意合併協議会会長、高崎市等広域市町村圏振興整備組合副理事長、群馬県温泉対策連絡会議委員、安中市観光協会会長、安中地区交通少年団団長などの要職を歴任した。

## 人物
- 安中遠足で藩主のコスチューム・プレイをして号砲を鳴らすなど、ユニークな人柄で知られた。